# Kasserine
Kasserine (àrab: القصرين, al-Qaṣrīn) és una ciutat de Tunísia, capital de la governació homònima. La municipalitat tenia 76.243 habitants (cens del 2004). És capçalera de dues delegacions, Kasserine Nord i Kasserine Sud. Disposa d'estació de ferrocarril.

## Toponímia
El nom de la vila és la forma dual del mot àrab al-qasr, ‘castell' o ‘palau’, per tant Kasserine vol dir ‘els dos castells'. El nom li fou donat perquè, quan els àrabs varen conquerir la romana d'Orient Cillium, hi destacaven encara dos mausoleus d'època romana en forma de torre, el dels Flauii i els dels Petronii, que els àrabs anomenaren castells.

## Història
En època antiga, fou la romana Cillium, de la qual queden algunes restes: dos mausoleus (un d'ells el de Flavius Secundus), un arc de triomf, un teatre, una església paleocristiana i una fortalesa romana d'Orient.
En època musulmana, el primer europeu del qual es té constància que la va visitar va ser el doctor Gabriel de Mendoza, acompanyat del seu gendre, Joseph Carrillo.

## Entorn
A l'oest de la ciutat hi ha el Djebel Chambi, que amb 1544 metres és el punt més alt de Tunísia. La muntanya té un parc ecològic. En aquestes muntanyes es va lliurar el 1943 la batalla de Kasserine entre les forces alemanyes de Rommel i els aliats; Rommel va poder ocupar les altures però en fou desallotjat pels britànics. Al sud-est hi ha les muntanyes del Djebel Selloum; i al nord-est les de Djebel Semmama. Properes a Kasserine hi ha les ciutats de Sidi Bou Lâaba, al nord-oest, i Bouzguam, al nord-est.

## Economia
L'activitat econòmica és principalment agrícola amb conreu de cereal (alfals principalment). El govern ha creat a la ciutat dues zones industrials. La regió té una destacada riquesa cinegètica.

## Administració
És el centre de la municipalitat o baladiyya homònima, amb codi geogràfic 42 11 (ISO 3166-2:TN-12), dividida en tres circumscripcions o dàïres:
- Kasserine (42 11 11)
- Cité Ennour (42 11 12)
- Ezzouhour (42 11 13)

Al mateix temps, està repartida entre dues delegacions o mutamadiyyes, Kasserine Nord (42 51) i Kasserine Sud (42 52), al seu torn dividides en sis sectors o imades cadascuna.